# Scotocyma ischnophrica
Scotocyma ischnophrica är en fjärilsart som beskrevs av Turner 1932. Scotocyma ischnophrica ingår i släktet Scotocyma och familjen mätare. Inga underarter finns listade.